# Jan Kristiansen
Jan Kristiansen (Varde, 4 augustus 1981) is een voetballer afkomstig uit Denemarken. Zijn grootste kwaliteit is dat hij, als een van de weinige voetballers, overal op het middenveld uitstekend uit de voeten kan. Als verdedigende, aanvallende, linker-, centrale en rechtermiddenvelder voldoet Kristiansen. Hij begon zijn carrière bij het Deense Esbjerg fB. Tegenwoordig speelt hij bij FC Vestsjælland.

## Esbjerg fB
Jan Kristiansen mocht zich voor het eerst melden bij het eerste elftal van het Deense Esbjerg fB in het seizoen 1999/2000. Dat seizoen zou hij echter maar één wedstrijd meespelen. In de tachtigste minuut kwam Kristiansen in het veld voor Brian Fakkenor in de wedstrijd tegen Aalborg BK. Er werd met 0-0 gelijkgespeeld. Aan het einde van het seizoen eindigde Esbjerg als twaalfde, waardoor het samen Vejle BK degradeerde naar de Deense eerste divisie. Voor Kristiansen persoonlijk kwam dit echter wel goed uit. Doordat er op een lager niveau gespeeld werd kreeg de jonge middenvelder dat seizoen veel de kans zich te bewijzen. Hij greep deze kans aan en groeide uit tot een basisspeler in het team van Esbjerg. Mede dankzij zijn goede spel promoveerde Esbjerg fB na één seizoen op het tweede niveau van Denemarken gespeeld te hebben als kampioen in 2001 naar de SAS Ligaen. In de vier volgende seizoenen zou Jan Kristiansen slechts twee van de 130 competitiewedstrijden missen. Het beste resultaat was hij met Esbjerg in de competitie wist te boeken was een derde plaats in het seizoen 2003/2004, waardoor hij zich voor het eerst voor Europees voetbal plaatste. Met Esbjerg plaatste hij zich voor de halve finales van de Intertoto Cup in 2004, door NSÍ Runavík, OGC Nice en FK Vėtra te verslaan. Uiteindelijk verloor Kristiansen met zijn club in de halve finale van het Duitse Schalke 04. Het grootste persoonlijke succes gedurende zijn tijd bij Esbjerg fB behaalde hij in het seizoen 2002/2003. Toen werd hij samen met Søren Frederiksen van Viborg FF topscoorder van de Deense competitie. Beiden scoorden 18 doelpunten. Tot en met de winterstop van het voetbaljaar 2005/2006 speelde Jan Kristiansen bij Esbjerg fB. Daarna maakte hij de overstap naar een club uit de Bundesliga. Voor Esbjerg speelde Kristiansen in totaal 151 competitiewedstrijden. Daarin wist hij 45 keer de bal tegen de touwen te werken.

## 1.FC Nürnberg
In de winterstop van het seizoen 2005/2006 maakte Jan Kristiansen de overstap van Esbjerg fB naar het Duitse 1.FC Nürnberg. Bij Nürnberg kwam hij op het middenveld samen te spelen met spelers als Stefan Kießling, Jan Polák en Ivica Banovic. Alhoewel hij bij Nürnberg nooit uitgroeide tot vaste basisspeler, speelde Jan Kristiansen toch de nodige wedstrijden mee voor de club uit Neurenberg. Zo ook in de DFB-Pokal van het seizoen 2006/2007. Na onder andere Hannover 96 en Eintracht Frankfurt uitgeschakeld te hebben, werd de finale van het bekertoernooi bereikt. Daarin kwam 1.FC Nürnberg tegenover VfB Stuttgart te staan. Nadat Stuttgart via Cacau op een 1-0-voorsprong was gekomen, nam Nürnberg het heft in handen door twee keer te scoren. In de tachtigste minuut kwam Stuttgart echter weer langszij door een benutte penalty van Pável Pardo. Daardoor kwam het aan op verlengingen. In de 109de was het uiteindelijk Jan Kristiansen die de 3-2 en het winnende doelpunt voor 1.FC Nürnberg scoorde. Zo was hij erg belangrijk voor de club en dat terwijl hij in de competitie nooit wist te scoren voor Nürnberg. Tot en met het seizoen 2007/2008 zou Jan Kristiansen blijven spelen bij 1.FC Nürnberg blijven spelen. Toen degradeerde Nürnberg verrassend genoeg, waardoor Kristiansen besloot de club te verlaten. Hij speelde voor de club in totaal 47 wedstrijden.

## Brøndby IF
Nadat Jan Kristiansen was vertrokken bij 1.FC Nürnberg tekende hij een contract bij de Deense topclub Brøndby IF. Op 16 juli 2008 tekende hij er een vijfjarig contract. Daar speelt hij heden ten dage nog steeds. Voor Brøndby speelde Kristiansen mee in de voorrondes van de Europa League van het seizoen 2009/2010. Daarin scoorde hij tegen FC Flora Tallinn, waardoor mede dankzij hem Brøndby doorging na de eerste wedstrijd van de club uit Estland verloren te hebben. In juli 2013 trok hij naar FC Vestsjælland.

## Interlandcarrière
Dankzij zijn goede spel in de jeugdelftallen van Denemarken en bij Esbjerg fB, mocht Jan Kristiansen op 12 februari 2003 zijn eerste interland spelen voor het nationale elftal van Denemarken. In de 75ste minuut kwam de middenvelder als vervanger van Dennis Rommedahl op het veld in de met 4-1 gewonnen wedstrijd tegen Egypte. Zijn tot nu toe laatste interland speelde Kristiansen op 22 augustus 2007, als wissel voor Niclas Jensen. Sindsdien heeft hij geen interlands meer gespeeld, maar hij is wel nog steeds beschikbaar voor het nationale elftal van Denemarken.

## Erelijst
- Deense eerste divisie: 2001 (Esbjerg fB)
- Deens onder 21 Speler van het Jaar: 2002 (Esbjerg fB)
- Topscorer SAS Ligaen: 2003 (Esbjerg fB)
- DFB-Pokal: 2007 (1.FC Nürnberg)